# Lucy-Gletscher
Der Lucy-Gletscher ist ein breiter Gletscher in der antarktischen Ross Dependency. Er fließt vom Polarplateau in südwestliche Richtung zwischen dem Laird-Plateau und den McKay-Kliffs zum Nimrod-Gletscher, den er zwischen der Cobham Range und der Geologists Range erreicht. 
Das New Zealand Antarctic Place-Names Committee benannte ihn 1966 nach dem Neuseeländer William Robert Lucy, Geodät auf der Scott Base von 1963 bis 1964 und Geologe in der Geologists Range bei einer von 1964 bis 1965 durchgeführten Kampagne im Rahmen der New Zealand Geological Survey Antarctic Expedition.

## Weblinks

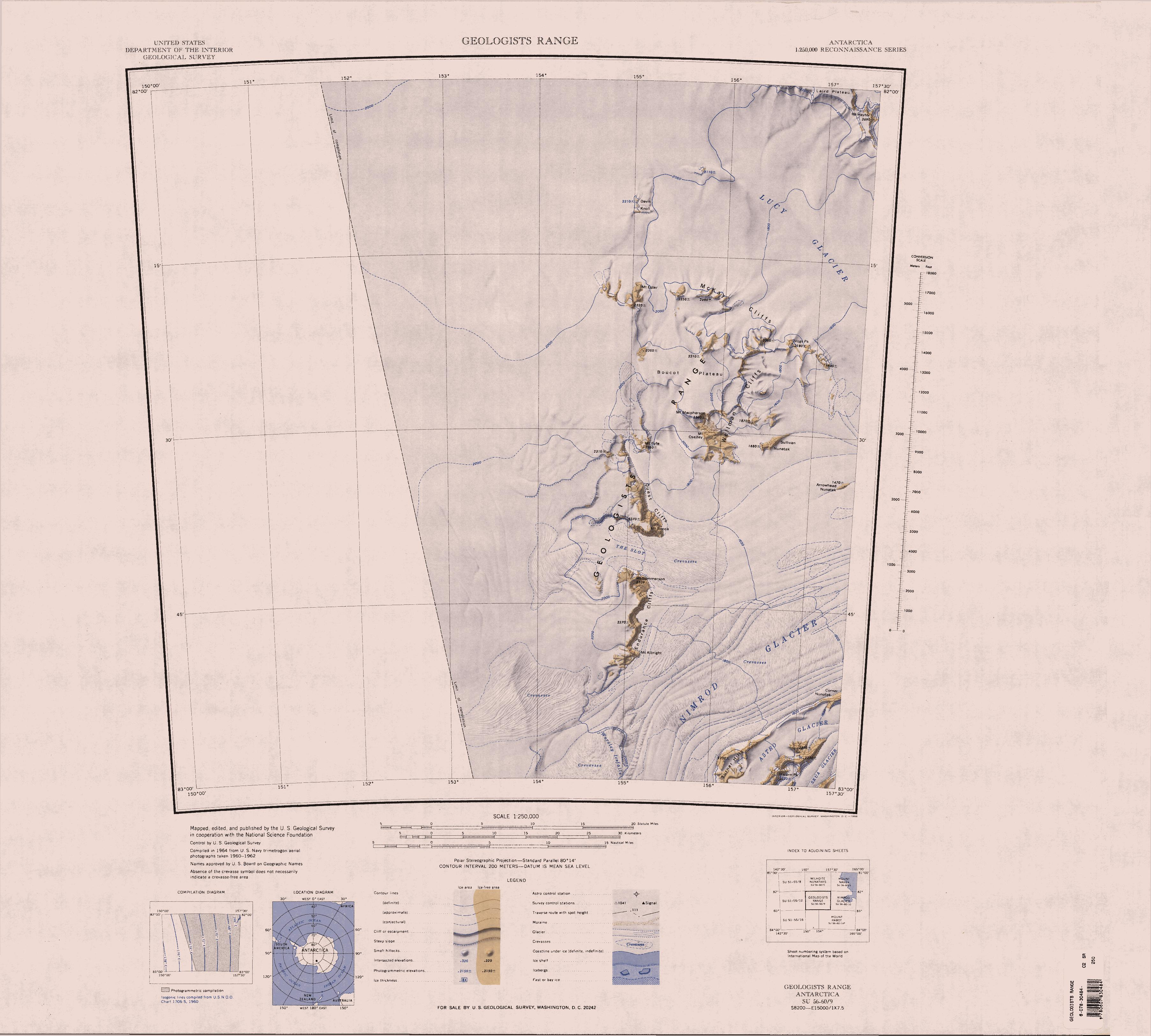
Geologists Range zwischen Lucy-Gletscher im Norden und Nimrod-Gletscher im Süden
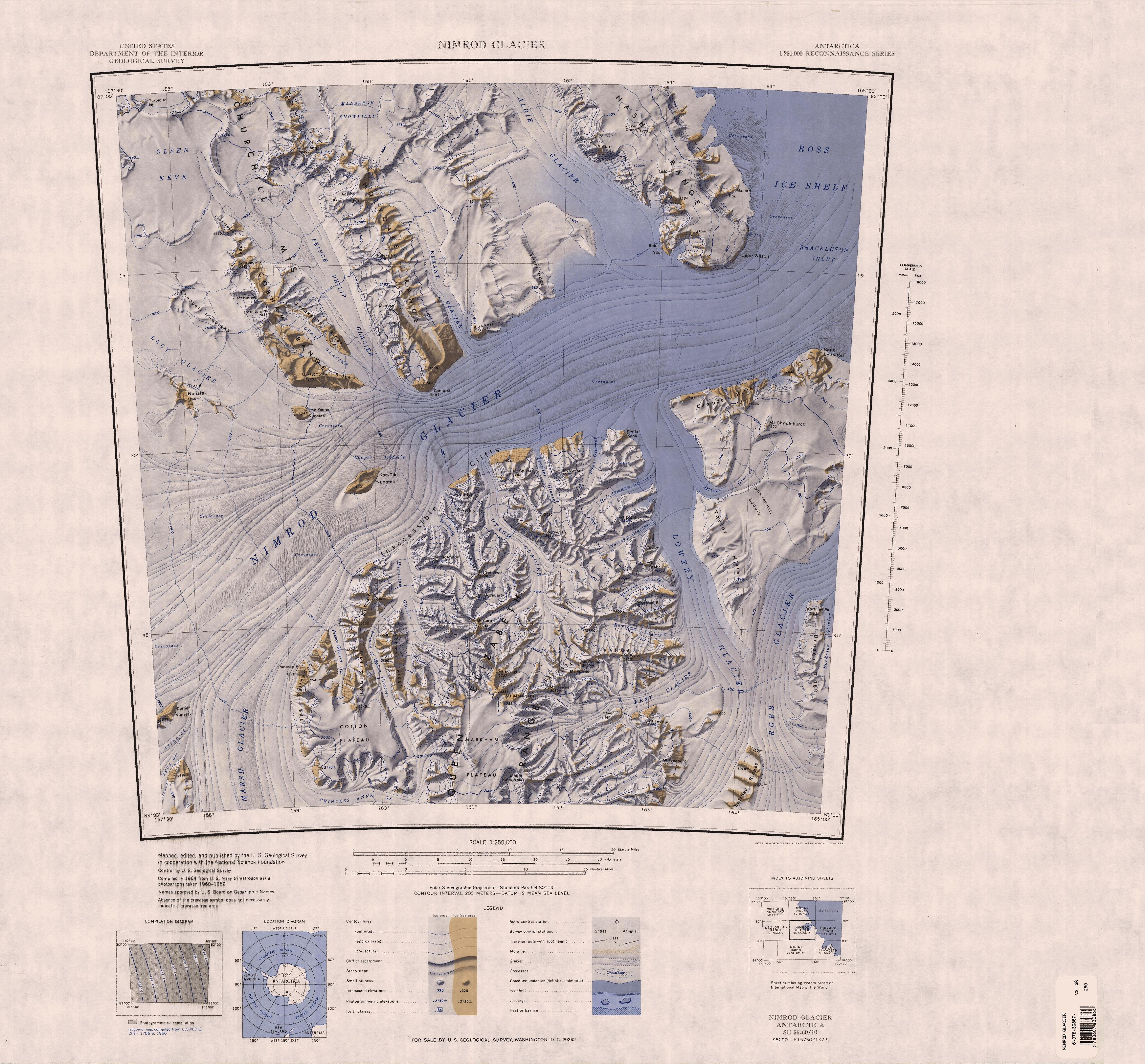
Mündung des Lucy-Gletschers in den Nimrod-Gletscher im Westen der Karte